# Khaled Mashal
Khaled Mashal (ook wel bekend als Khaled Meshaal) (Arabisch: خالد مشعل) (Silwad, Ramallah, 28 mei 1956) is een leider van de politieke tak van Hamas. Hij woonde sinds 2001 in Damascus, maar tijdens de Syrische Burgeroorlog verhuisde hij in 2012 naar Qatar.

## Jeugd
Mashal is geboren in Silwad, in de buurt van Ramallah op de Westelijke Jordaanoever dat toentertijd deel uitmaakte van Jordanië. Zijn vader, Abd al-Qadir Mashal, was boer (fellah) die in 1957 met zijn gezin naar Koeweit verhuisde om in de landbouw en als imam te werken. Deze had deelgenomen aan de Arabische opstand van 1936-1939 (tegen de Britten en de zionistische kolonisatie) met de Palestijnse guerrillaleider Abd al-Qadir al-Husseini. Hij en zijn familie verhuisden in zijn jeugd naar Koeweit en hij woonde daar tot de Golfoorlog in 1991. Mashal behaalde aan de Universiteit van Koeweit zijn Bachelor of Science in de natuurkunde. Tijdens zijn universitaire studie was hij reeds een aanhanger van het Islamisme en op de campus probeerde hij mensen te keren tegen de heerschappij van Yasser Arafats PLO.
Mashal participeerde in de islamitische stichting Haqq Bloc, die met Fatah concurreerde om de leiding over de General Union for the Palestinian Students in Koeweit.

## Hamas
Toen de Iraakse invasie in Koeweit begon, verhuisde Mashal naar Jordanië en begon hij met het opzetten van Hamas. Sinds de oprichting van Hamas was hij een lid van het politieke bureau van die organisatie en hij werd het hoofd in 1996. In 1981 trouwde hij en hij heeft zeven kinderen.
Op 25 september 1997 was Mashal het doelwit van een moordpoging, uitgevoerd door de Israëlische Mossad, opgedragen door de toenmalige premier Benjamin Netanyahu en zijn veiligheidskabinet. Tien Mossad-agenten gingen met Canadese paspoorten Jordanië binnen, waar Mashal woonde, en injecteerden hem met een giftige substantie in zijn oor. Ten tijde van de moordpoging was Mashal de chef van Hamas in Jordanië.
De Jordaanse autoriteiten kwamen achter de moordpoging en arresteerden twee Mossad-agenten die aan de aanval hadden deelgenomen. De koning van Jordanië, Hoessein, eiste van Netanyahu dat deze een tegengif zou leveren maar hij weigerde dit aanvankelijk. Toen het incident wereldwijd steeds meer aandacht kreeg, bemiddelde de Amerikaanse president Clinton in het conflict en gaf Netanyahu een tegengif aan de Jordaanse autoriteiten.
De Jordaanse autoriteiten lieten de Mossad-agenten later los, in ruil voor de vrijlating van Sheikh Ahmed Yassin, de oprichter en spirituele leider van Hamas. Hij zat in een Israëlische gevangenis een levenslange gevangenisstraf uit wegens het voorbereiden van een moordaanslag op de Israëlische bewindsvrouw Tzipi Livni, een latere minister van Buitenlandse Zaken in Israël.
In augustus 1999 vaardigde de Jordaanse politie een opsporingsbevel uit tegen Mashal en vier andere Hamasleiders, enkele dagen voordat de Amerikaanse minister Madeleine Albright Jordanië een bezoek zou brengen. Sindsdien woont hij in Damascus.
In oktober 2002 heeft Mashal hoogstwaarschijnlijk een ontmoeting gehad met de Saoedische kroonprins Abdoellah om het Israëlisch-Palestijns conflict te bespreken. De resultaten van dat overleg zijn niet bekendgemaakt, maar door Israël buitgemaakte documenten wijzen erop dat de sfeer uitstekend was en dat Mashal na de liquidatie van Sheikh Ahmed Yassin de hoogste man van Hamas was geworden.
Verder kwam Mashal vaak in het nieuws als criticus van het bestuur van de Palestijnse Autoriteit onder leiding van Yasser Arafat. Ook was hij erbij op diens begrafenis in Caïro, Egypte op 12 november 2004.
In april 2008 voerde Mashal namens Hamas overleg met de Amerikaanse ex-president Jimmy Carter in een poging van Carter om de impasse in het Palestijns-Israëlisch conflict te doorbreken. In december 2012 was Mashal in de Gazastrook vanwege het 25-jarig bestaan van Hamas. Hier sprak hij uit dat het gehele land tot Palestina behoort en niet alleen de Westelijke Jordaanoever en de Gazastrook.
Begin april 2013 werd hij herkozen als politiek leider van Hamas.